# Рогов (округ Сениця)
Рогов (словац. Rohov) — село, громада округу Сениця, Трнавський край. Кадастрова площа громади — 4.57 км².
Населення 364 особи (станом на 31 грудня 2020 року).

## Географія
Потікає Пасецький потік.

## Історія
Рогов згадується 1394 року.

## Населення
| Рік:            | 1994. | 2004.   | 2014.   | 2024.   |
| --------------- | ----- | ------- | ------- | ------- |
| Кількість осіб: | 406   | 386     | 416     | 382     |
| Різниця:        |       | -4,92 % | +7,77 % | -8,17 % |

| Рік:            | 2023. | 2024.   |
| --------------- | ----- | ------- |
| Кількість осіб: | 380   | 382     |
| Різниця:        |       | +0,52 % |